# Larissa Dmitrijewna Iltschenko

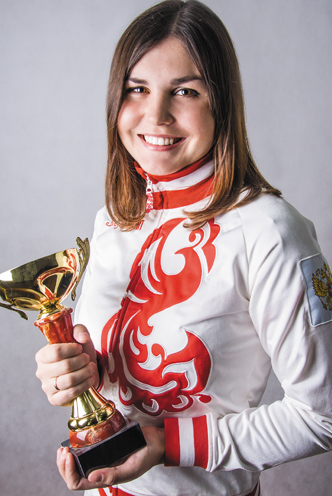
Larissa Dmitrijewna Iltschenko

Larissa Dmitrijewna Iltschenko (russisch Лариса Дмитриевна Ильченко; * 18. November 1988 in Wolgograd) ist eine russische Langstreckenschwimmerin. Mit acht Titeln bei Freiwasserweltmeisterschaften ist sie die erfolgreichste weibliche Teilnehmerin und nach Thomas Lurz zweiterfolgreichster Teilnehmer der Freiwasserweltmeisterschaften. Ihren ersten Titel bei Freiwasserweltmeisterschaften gewann sie im bemerkenswerten Alter von 16 Jahren am 27. November 2004 in Dubai über 5 Kilometer. Ebenso wie Thomas Lurz ist sie auf die Distanzen über 5 und 10 Kilometer spezialisiert. 2008 gewann Iltschenko bei den Olympischen Spielen in Peking die Goldmedaille über 10 Kilometer.
Larissa Iltschenko wurde Freiwasserschwimmerin der Jahre 2006, 2007 und 2008. 2016 wurde sie in die International Swimming Hall of Fame aufgenommen.